# Жан-П'єр Соваж
Жан-П'єр Соваж (фр. Jean-Pierre Sauvage, нар. 21 жовтня 1944, Париж, Франція) — французький хімік, що спеціалізується на координаційній хімії. Кавалер ордену Почесного легіону, лауреат Нобелівської премії з хімії 2016 року разом з британським дослідником Фрейзером Стоддартом та нідерландським вченим Бернардом Ферінгою за «розробку і синтез молекулярних машин».